# Цаликов, Мусса Данилович
Мусса (Муса) Данилович (Данилбекович) Цаликов (22 февраля 1937, Тулатово — 16 сентября 2020) — советский футболист. Заслуженный тренер РСФСР.

## Биография
Начал заниматься футболом в Грозном. Школьником играл за сборную команду Грозненской области в первенстве Южной зоны РСФСР и первенстве РСФСР. На региональном уровне выступал за грозненские клубы «Динамо» (1953), «Нефтяник» (1954), «Спартак» (1955) и «Металлург» Орджоникидзе (1956). В классе «Б» играл за команды «Трудовые резервы» Ставрополь (1957), «Темп» Махачкала (1958—1959), «Сибсельмаш» Новосибирск (1960), «Спартак» Орджоникидзе (1961). Хорошо играл в защите, полузащите и в нападении. Обладал хорошими скоростными качествами, был резким, напористым футболистом.
После серьезной травмы ноги, полученной в товарищеском матче, перешёл на тренерскую работу. В 1963 году работал с командой КФК «Динамо» Орджоникидзе. После приглашения в «Спартак» Орджоникидзе для создания футбольной школы взял из «Динамо» 120 человек. В конце 1967 года Цаликову было предложено возглавить «Спартак». Он настоял на кандидатуре Андрея Зазроева, но, по собственным словам, тренировочным процессом в основном руководил сам. В 1969 году «Спартак» выиграл вторую группу класса «А» и вышел в высшую группу. Цаликова за неделю до старта чемпионата убрали из команды, а «Спартак» в итоге занял последнее место.
Работал в команде в качестве тренера (1971—1972), начальника команды (1973), старшего тренера (июль 1978 — июль 1980). Начальник команды (1975) и старший тренер (1976) «Терека» Грозный. Старший тренер «Динамо» Орджоникидзе (1977), «Янгиера» (1981—1982).
После двух перенесённых инфарктов сосредоточился на детско-юношеском футболе. Среди его воспитанников — Валерий Газзаев, Владимир Олейников, Николай Худиев, Руслан Суанов, Александр Бабенко, Георгий Хуадонов, Владимир Подлужный, Гиви Керашвили и многие другие.
Награждён медалью «Во славу Осетии».
Скончался в сентябре 2020 года на 83-м году жизни.